# Firmino de Itapoan
Firmino Rodrigues de Santana Filho, mais conhecido como Firmino de Itapoan (Salvador, 1943 - Salvador, 30 de maio de 2021), foi um sambista, cantor e compositor brasileiro.

## Biografia
Embora seu nome artístico homenageie o bairro de Itapuã, Firmino nasceu no bairro da Liberdade.
Na década de 1980 seus discos chegaram a vender mais de trezentas mil cópias, e fez sucessos como as músicas "Samba de Malandro" e "Moinho da Bahia Queimou", mas sua canção mais conhecida é "Boa noite pra quem é de boa noite"; lançou seu primeiro disco na década de 1960 e ao longo da vida mais outros cinco álbuns.
Em 2011, ao completar cinquenta anos de carreira, recebeu da  Câmara Municipal de Salvador a medalha "Zumbi dos Palmares" como homenagem, além da realização de vários shows no Pelourinho.
Em 2013 realizou show para comemorar os setenta anos de idade no Espaço Xisto Bahia, na capital.
Em 2020, durante a pandemia de Covid-19, Firmino lançou o clipe "Pisada do Nego", em homenagem ao Ilê Aiyê, em seu canal no YouTube. Morreu em 30 de maio de 2021, aos 78 anos, após uma parada cardiorrespiratória.